# Aricidea assimilis
Aricidea assimilis är en ringmaskart som beskrevs av Tebble 1959. Aricidea assimilis ingår i släktet Aricidea och familjen Paraonidae. Inga underarter finns listade i Catalogue of Life.